# Gransopp
Gransopp (Leccinum piceinum) är en svampart som tillhör divisionen basidiesvampar, och som beskrevs av Albert Pilát och Aurel Dermek. Gransopp ingår i släktet Leccinum, och familjen Boletaceae. Arten är reproducerande i Sverige.